# Denudacja
Denudacja (etym. łac. denudare, ogołacać, odkrywać; inaczej: degradacja, etym. łac. degradatio, obniżenie) – degradacja, procesy denudacyjne – procesy niszczące powodujące wyrównywanie i stopniowe obniżenie powierzchni Ziemi. Obejmuje procesy takie jak wietrzenie, erozja i ruchy masowe (przemieszczanie okruchów skalnych, efektów dezintegracji blokowej i ziarnowej) z terenów górskich i wyżynnych na nizinne, powodujące wyrównanie terenu (peneplenizacja). Zazwyczaj transportowany materiał trafia ostatecznie do oceanów, gdzie jest deponowany w postaci skał okruchowych jak piaskowce. Na obszarach obfitych w zwietrzelinę denudacja zmierza do obniżenia podłoża skalnego.
Średnia prędkość „zdzierania kontynentów” wynosi około 6 mm/1000 lat. Po odciążeniu terenu przez denudację zwykle następują ruchy tektoniczne, które wznoszą obniżony teren.
Wyróżnia się cztery stadia denudacyjne:
- najmłodsze, początkowe – tworzy się sieć rzek, przeważa wietrzenie mechaniczne
- młodociane – rozwijają się dopływy większych rzek, liczne osuwiska, główne znaczenie ma wietrzenie mechaniczne
- dojrzałe – zanikają osuwiska, zaczyna odgrywać rolę spełzywanie, powierzchnia pierwotna obszaru nie istnieje, rzeki mają w miarę wyrównane profile
- starcze – peneplena, szerokie doliny, twardziele, ostańce.

Rodzaje ruchów masowych:
- osuwanie
- spełzywanie
- spłukiwanie
- spływy błotne

Osuwiska dzielą się na:
- zwarte – to te, w których masa skalna podczas ruchu zachowuje swoją dotychczasową budowę;
- zwałowe, które cechuje się bezwładnością przemieszczanego materiału.

Spełzywanie – proces bardzo powolny, niewidoczny bezpośrednio; powoduje w skali długookresowej przemieszczenie mas zwietrzelinowych i w konsekwencji obniżenie stoków. 
Odpadanie – przemieszczanie się fragmentów skał odspojonych od podłoża w wyniku wietrzenia fizycznego, prowadzącego do rozpadu ziarnistego i blokowego.
Spływy błotne – lawiny błotne – to przemieszczanie utworów, które są luźne i jednocześnie bardzo silne przesiąknięte wodą.
Spłukiwanie – woda opadowa i roztopowa częściowo wsiąka w podłoże; jej nadmiar spływa po nachylonej powierzchni cienką warstwą, powodując wymywanie drobnych cząstek gleby czy zwietrzeliny.